# そらいろ
『そらいろ』はねこねこソフトによるアダルトゲーム。初回版は2009年9月18日に発売されたパソコン用美少女ゲーム。ねこねこソフトの活動再開後の第1作（通算第11作）。キャッチコピーは「ふたりには、目印しが光る。」
2012年9月6日には、サイバーフロントからPlayStation Portable (PSP) 用に『そらいろ Portable』が発売された。

## 概要
「究極の幼馴染みゲーム」を目指して制作された。旧作『みずいろ』のリメイク的色彩が強く、「義妹」「ぽんこつ」「やかま」というキャラ配置や、「子供パート」の選択により本編のルート分岐や各キャラクターの性格に変化が生じる仕様を受け継いでいるが、本作では、これはあくまで一次分岐であり(これを「○○ワールド」又は「○○世界」と呼称する。○○はヒロイン名)、ワールド分岐後に3名のうちひとりを本命と目し攻略する(これを「○○ルート」と称する。)仕様となっており、結果、対象ヒロインが3名ながら合計9個の攻略ルートが存在する。
主人公たちが住んでいる町は『ラムネ』と同じ海沿いの町であり、背景グラフィックの多くが同作から流用されている。また同作の主人公・ヒロインの成長した姿と見られるキャラクターが登場している。
ジャンルは公式には「ビジュアルノベル」と称されているが、基本は画面下のフレーム内にのみテキストが表示される通常のアドベンチャーゲーム形式で、一部シーンに画面全体にテキストが表示されるビジュアルノベルの演出を採り入れている。

## あらすじ
夏の暑い日、まだ幼い主人公は、父親に連れられて海辺の田舎町を訪れる。そこで親戚の女性と、その娘であるひとつ年下の少女・愛衣と出会う。仲良くなった二人は、親同士の再婚により兄妹となる。更に隣家に越してきた同い年の少女・つばめ、愛衣の友人・花子とも親しくなり、やがて三人のうち一人が最も身近な存在となっていく。
そして十年近い年月が流れ、今年もまた暑い夏の日が訪れる。そして主人公と三人の「幼馴染み」との関係も、彼らの成長と共に変化していく。

## 登場人物

### メインキャラクター
初芝 健士（はつしば けんじ）
※下の名前とつばめによる呼称は変更可
主人公。元々は都市部で、父親とふたりで生活していた。小学2年生の夏、遠戚の愛衣の家を訪問。そのまま預けられる格好でひと夏を過ごす事、そして、その過ごし方に後悔を抱く事から、本作は始まる。
ヤドカリのことを「ヤドカニ」と呼ぶ癖（あるいはこだわり）が有り、つばめとの掛け合い中でしばしば小ネタになる。
描画センスに長けており、少なくとも同人漫画としては申し分の無い、ともすれば商業ゲームの原画に採用できるレベルのイラストを、自習時間中のプリント裏にサラリと描く腕前を見せる。
初芝 愛衣（はつしば あい）
声 - 雪都さお梨
出来の良すぎる義妹（マイシスター）。ねこねこ妹キャラの伝統芸「お兄ちゃん好き好きビーム」を出せる。
血液型はA型。身長151cm。スリーサイズはB80/W56/H82。髪色はピンク。セミロング程度の長さを、ポニーテールの位置(ゴールデンポイントよりやや高め)で、あるいはサイドポニー(右側･左側を含め、攻略ルートによって異なる。やや後頭部寄り)にして、シュシュで留めているため、全体の髪型はショートヘアに近く、故に、幼さが残っているイメージである。
主人公とは遠い親戚に当たり、幼少時に親同士の再婚により兄妹となった。仕事で家を空けている両親に代わり、初芝家の家事をこなしている。貧乳を気にしており、日夜、怪しいバストアップ体操に励んでいる。
友坂 つばめ（ともさか つばめ）
声 - 籐野らん
隣家に住む幼馴染み。東京ドーム3杯分のぽんこつ。幼少時に街から主人公の隣家に越してきた。
血液型はO型。身長159cm。スリーサイズはB90/W58/H87。髪色はブラウン。癖のあるロングヘア。特に纏めていない。発育だけは良く、Fカップの巨乳を誇る。
唯一、制服のタイをリボンの型に結んでいる。
愛衣ワールドではやや早口になっているが、ぽんこつ度は不変。
篠原 花子（しのはら はなこ）
声 - 金田まひる
幼馴染みその2。愛衣の親友。ムダに元気で喧しい、熱血体育会系なおバカキャラ。
血液型はAB型。身長162cm。スリーサイズはB85/W57/H84。髪は緑色のツインテール。年齢相応の均整の取れたプロポーションだが、本人は逆に、普通過ぎる胸（曰く「普乳」（ふにゅう）と呼称）を気にしている。
主人公とは幼少時、友達である愛衣を通じ、花子の方から接近、知り合いとなった。ひとりっ子ゆえ、「友達のお兄さん」に興味関心を持ったのがその理由。当時は、両親の趣味でゴスロリドレスを着ていた。
愛衣ワールドでは主人公の過去の発言の影響により静かでおしとやかな性格になっており、髪型もストレートロングに。
理沙美沙に対し「イジメられっ子」的苦手意識があり、当の理沙美沙も満更でない振る舞いを見せる。但し、理沙美沙×学と比較したその行為は、あくまで「弄（いじ）られる」といった性質のもの。

### サブキャラクター
新谷 理沙美沙（しんたに りさみさ）
声 - 綾川りの
主人公達の通う学校の先輩。つばめママの喫茶店でバイトをしている。常にダウナーな表情と口調で(唯一、バイト中のオーダー業務時に限り「すごいギャップ」なハイテンションになる)、本心の掴めない所があるものの、頼りになる先輩。
だが、弟の扱いはヒドい。その友人である主人公に対しても、やや態度が冷たい時があり、特にヒロインと2人連れで「このえ」来店時、その傾向が顕著である。
「利害関係が特に存在しない、2歳下の後輩」である花子に対し、3ワールド共通でイジメっ子的振る舞いを見せる。
サブシナリオでは彼女の奇妙な名前の由来とつばめママとの出会いが語られており、また『ねこねこファンディスク3』では彼女のHシーンも収録されている。
新谷 学（しんたに まなぶ）
声 - 夏村伊介
理沙美沙の弟。主人公とつばめのクラスメイトで、主人公の悪友。姉からの仕打ち（理沙美沙×花子と比較すれば、「扱（しご）く」「玩（もてあそ）ぶ」的性質）の反動で妹キャラへの願望が強く、その点で恵まれすぎている主人公を羨ましがっている。いわゆるメガネ男子。
愛衣ママ
声 - 湖月紅れ葉
愛衣の母親で主人公の義母。豪放磊落な性格。夫と共に街へ働きに出ているため家に戻るのは稀で、戻った時は夫婦揃って酒盛りをしている事が多い。
娘をこき使っての居酒屋状態、主人公への絡み酒、挙句にヒロイン達へ恋愛感情を焚き付けて肴にするなど、酒癖は極めて悪い。
愛衣パパ
声 - 事務台車
主人公の実父。やはり街に働きに出ていて家を空けている。愛衣ママとは似たもの夫婦。
フルボイスで声が充てられている一方、容姿CGは、イベント絵に(顔立ちを伏せた状態で)ごく一部現れるのみ。
つばめママ
声 - 籐野らん
つばめの母親。髪は淡い青紫色で、綺麗なストレートロング。笑顔を絶やさない優しい女性で、主人公にも好意的。理沙美沙にも慕われている。
喫茶店「このえ」を経営している。また店で使う野菜を賄える程の本格的な家庭菜園をしている。
『ラムネ』のメインヒロイン・近衛七海である事が示唆されている。
つばめパパ
つばめの父親。観光地たる隣町で、レンタルバイク屋「友坂サイクル」を経営している。娘には甘いが主人公には厳しい。
愛衣パパとは逆に、バストアップ絵・立ち絵・イベント絵、いずれのCGもふんだんに充てられている。その表示頻度は、つばめママに比しても遜色無い程。ちなみに、一家団欒中であろうと常に店名入りツナギを着ている。
『ラムネ』の主人公・友坂健次である事が示唆されている（『ねこねこファンディスク3』では名前も明示されている）。
キャプテン
声 - まきいづみ
主人公達の学校の先輩。女子バレー部キャプテン。気さくで面倒見の良い性格。理沙美沙とは正反対な性格故に仲が良いらしい。おもに花子ワールドにて登場。
限りなく金髪に近い色の髪を、ポニーテールに纏めている。黒いTシャツの上に長袖ジャージを羽織り、ジョギングパンツを穿いている、…という組み合わせが、普段の服装。
女将
声 - まきいづみ
主人公達の学校の夏の林間学校で定宿にしている旅館「さゝや」の女将。若く見えるが年齢は不明。キャプテンの親戚で、つばめの母親とも知り合いらしい。
『ラムネ』のヒロイン・石和多恵である事が示唆されている。
佳奈子（かなこ）
声 - 水瀬沙季
主人公と、あるヒロインとの娘。立ち絵による初登場時、5歳。

## 舞台
前述の通り、本作は『ラムネ』との設定の共通性が示唆されている。しかしそれ以上に、地理情報を示す固有名詞や距離数値が間接的に作中で明かされている。
背景グラフィックを描き起こすモデルとして、JRきのくに線白浜駅および周辺の風景を用いたことが、公式サイト内「MMR日記」にて明かされている。
時系列的には、いわゆる「現在」の設定は西暦2009年であることが、あるルートシナリオにおいて、ヒロインの発言とイベントCGでのカレンダー（いわゆるシルバーウィークが明記）によって明示されている。

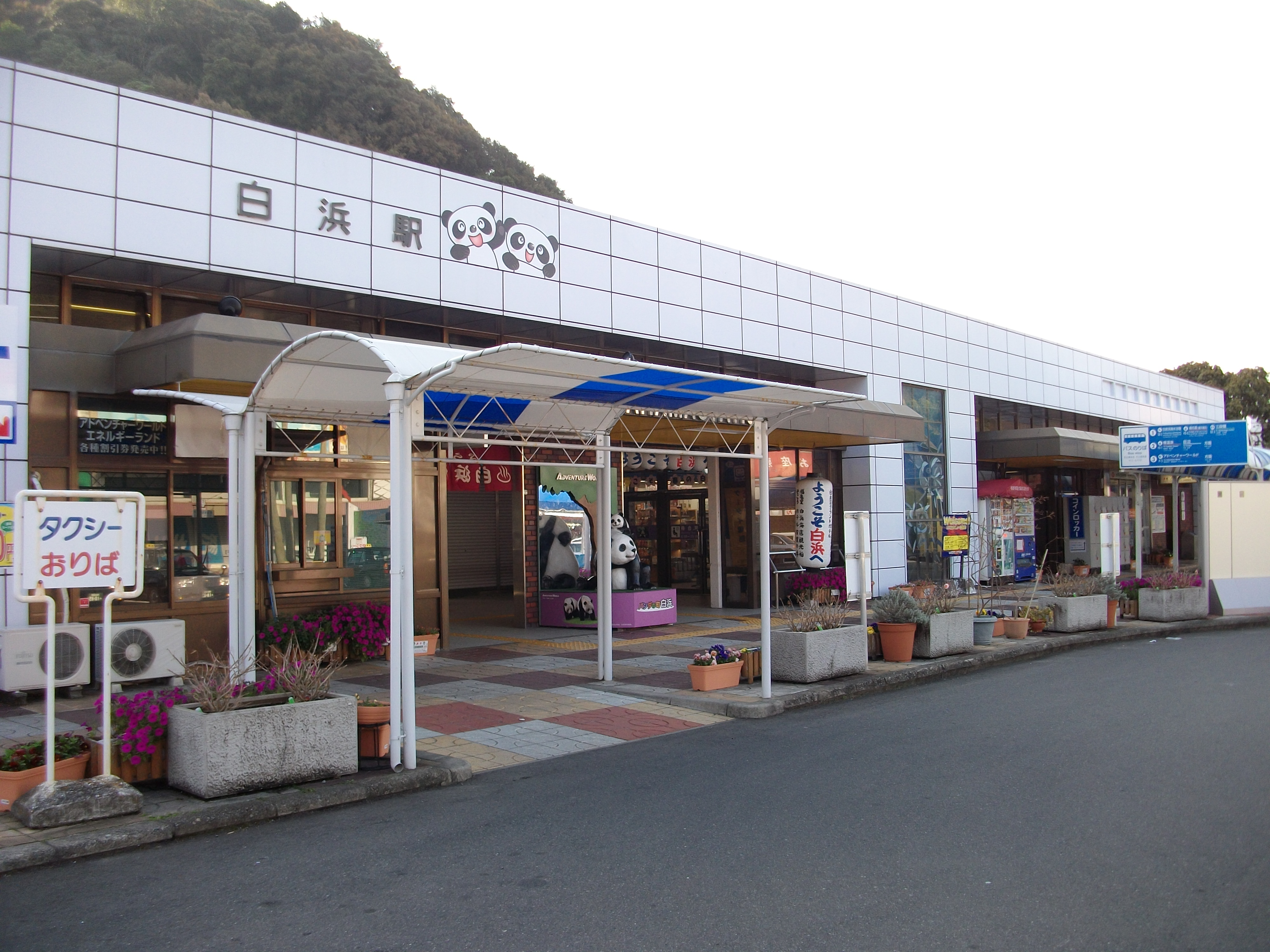
作画上のモデルとなった白浜駅駅舎。
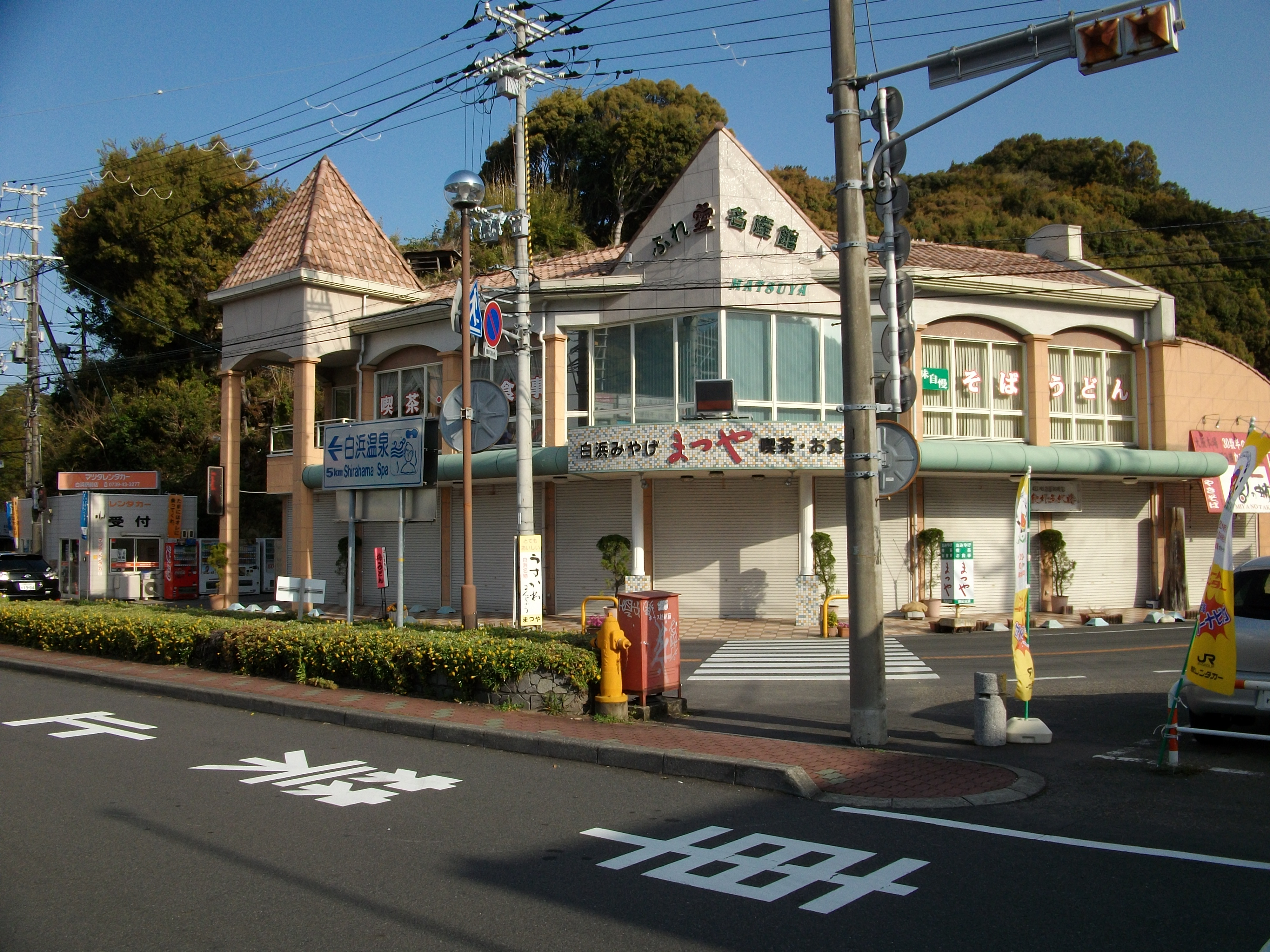
「駅前にある土産物屋」の作画モデル。実際の建物は、カーブを描く道路の内側に沿って立地しており、敷地スペースは無い。手前は駅ロータリー。

## スタッフ
- 原画 - 秋乃武彦、あんころもち、笹井さじ、司ゆうき
- シナリオ - 片岡とも（つばめルート主担当）、海富一（愛衣ルート主担当）、酸橙ひびき（花子ルート主担当）、他
- オープニングテーマ「そらいろ」
  - 作詞 - 片岡とも / 作・編曲 - 上松範康（Elements Garden） / 歌 - 佐藤ひろ美
- 挿入歌「ハマナス」
  - 作詞 - 片岡とも / 作・編曲 - bassy / 歌 - 古都美珠
- ディレクター - 片岡とも

## メディアミックス

### CDドラマ
初回版リリース時点で、公式制作のCDドラマが2種類存在する。いずれも 
- 特定の量販店において、予約販売特典として添付されたCDへの収録が初出である。
- あくまでサイドストーリーである。特定ルートとの関連性(アフターストーリー的要素など)は、基本的に無い。
- 登場キャラは、ヒロイン3名とその家族のみ。主役は事実上、愛衣ママである。
- CDトラック自体は4つ存在するものの、操作便宜上の仕様であり、全体でひとつのストーリーである。

そらいろ・強化合宿編
「それは、長い夏休みの間の、ある日の事でした。」という、愛衣のモノローグで始まる。
オーディオCD仕様。各トラック時間は「2分34秒」「3分55秒」「13分56秒」「9分26秒」。トータル時間29分52秒。タイトルコールは、トラック2冒頭。
「そらいろ  Original Drama」と銘打ったCDに収録され、メッセサンオーにて頒布された。
目覚ましつばめ編
このタイトルは、CDトラックのメタデータに付された物であり、トラック1終端におけるタイトルコールでは「そらいろ・wakeup!TSUBAME」となっている。
「それは、ある日の夜のこと。晩ごはんを食べ終えた後、リビングでくつろいでいる時だった。」という、愛衣のモノローグで始まる。
こちらのみ、「つばめママ」が出演。
各トラック時間は「4分34秒」「3分35秒」「2分55秒」「10分40秒」。トータル時間21分45秒。
「そらいろ  録り下ろしドラマCD」と銘打ったCDに収録され、ソフマップにて頒布された。
なお、CD EXTRA仕様となっており、MPEG映像(約8分40秒)が併せて収録されている。そちらのタイトルは「ソフマップにきてみたYO!」。連想される通りの、「ソフマップカードを持って、アキバでお買い物。」といった内容である。
登場キャラは、ヒロイン3名・キャプテン・理沙美沙、+α。

### 画集
- そらいろ ビジュアルファンブック（一迅社、2009年12月25日発売、ISBN 978-4-7580-1161-7）

### ファンディスク
ねこねこファンディスク3
2010年2月26日発売。本作のアフターシナリオが多数収録されている。

## ソーシャルゲーム
ねこねこソフトのソーシャルゲーム化の第1作として同作が「そらいろ 恋愛ソーシャルノベル」となって各プラットフォーム（mixi・GREE）にて配信。